# Stazione di Albano Laziale
La stazione di Albano Laziale è situata sulla linea ferroviaria Roma-Albano, posta nelle vicinanze del centro storico di Albano Laziale. È gestita da RFI che la colloca nella categoria silver.

## Storia
Originariamente la stazione era di transito, in quanto il tratto ferroviario in questione era il primo di una linea che originariamente, superato Albano Laziale, proseguendo per Cecchina, arrivava fino a Nettuno.
Dal 1927, con la chiusura del tratto Albano Laziale-Cecchina, la stazione è divenuta capolinea terminale.
Il 22 dicembre 1947 venne attivato l'esercizio a trazione elettrica, con linea aerea alla tensione di 3000 V.

## Strutture e impianti
La stazione dispone di un fabbricato viaggiatori e di due banchine che servono i rispettivi due binari tronchi di arrivo. Subito dopo fuori della stazione, nei pressi di via Giuseppe Verdi, è ancora presente il binario che si dirigeva in direzione Nettuno. Ad oggi è usato come parcheggio dalle automobili.
Nel 2015 sono stati svolti dei lavori di riqualificazione dell'impianto, consistiti nell'allungamento dei marciapiedi dei 2 binari, in modo da poter ospitare convogli composti da 5 carrozze anziché da 4.

## Movimento
La stazione è interessata dal traffico generato del servizio FL4, svolto da Trenitalia, che opera sull'intera linea.